# Șîlî, Zbaraj
Șîlî (în ucraineană Шили) este localitatea de reședință a comunei Șîlî din raionul Zbaraj, regiunea Ternopil, Ucraina. Satul este situat în nord-estul regiunii istorice Galiția.

## Demografie
Componența lingvistică a localității Șîlî
     Ucraineană (98,77%)
     Rusă (1,05%)
     Alte limbi (0,18%)
Conform recensământului din 2001, majoritatea populației localității Șîlî era vorbitoare de ucraineană (98,77%), existând în minoritate și vorbitori de rusă (1,05%).